# کانال دیزنی (اسرائیل)
کانال دیزنی اسرائیل (به عبری: ערוץ דיסני ישראל) یک کانال تلویزیونی مخصوص کودکان و نوجوانان به زبان عبری و انگلیسی در اسرائیل است که مستقیماً زیر نظر شرکت والت دیزنی اداره می‌شود. همچنین این کانال پیشتر با نام‌های Jetix و Fox kids برنامه‌های خود را پخش می‌کرد و از سال ۲۰۰۹ میلادی نام خود را به کانال دبزنی تعغیر داد.